# Oltre il tramonto
Oltre il tramonto (To Sail Beyond the Sunset) è un romanzo di fantascienza del 1987 dello scrittore statunitense Robert A. Heinlein.
Il titolo è tratto dalla poesia Ulysses, di Alfred Lord Tennyson, la stanza di cui fa parte, citata da un personaggio del romanzo, è la seguente:
È l'ultimo romanzo pubblicato prima della morte dell'autore, nel 1988, ed è la parte finale del ciclo di storie di Lazarus Long caratterizzate da viaggi nel tempo, dimensioni parallele, amore libero, incesto volontario e un concetto che Heinlein ha chiamato solipsismo panteistico, o World as Myth: la teoria che gli universi vengano creati dall'atto di immaginarli, così che da qualche parte (per esempio) il Paese di Oz è reale.
Gli altri libri del ciclo sono I figli di Matusalemme, Lazarus Long, l'immortale, Il numero della bestia e Il gatto che attraversa i muri.
Oltre il tramonto fa parte del ciclo della Storia futura.

## Trama
Si tratta delle memorie di Maureen Johnson Smith Long, madre, amante e moglie di Lazarus Long, scritte mentre è in carcere in compagnia di Pixel, il micio già apparso ne Il gatto che attraversa i muri.
Maureen, nata il 4 luglio 1882, racconta la sua adolescenza nell'entroterra del Missouri, la scoperta che la sua famiglia è una delle longeve Famiglie Howard le cui vicende sono rivelate ne I figli di Matusalemme, il matrimonio con Brian Smith, anch'egli membro di una di tali famiglie e la sua vita trascorsa in gran parte a Kansas City, fino alla sua morte apparente nel 1982.

## Collegamenti con altre opere dell'autore
Maureen dà il suo punto di vista su molti eventi narrati in altre storie di Heinlein, in particolare la visita nel 1917 di Ted Bronson (Lazarus Long) proveniente dal futuro raccontata dal punto di vista di Long in Lazarus Long, l'immortale e il programma spaziale di D. D. Harriman in L'uomo che vendette la Luna.
Sono richiamate anche le rotostrade descritte in Le strade devono correre e le vicende di  La linea della vita e Fiat lux .

### Edizioni
- Robert A. Heinlein, Oltre il tramonto (romanzo), collana Altri mondi, traduzione di Gaetano Luigi Staffilano, Mondadori, novembre 1989, ISBN 88-04-32966-1.

### Fonti critiche
- (EN) James Daniel Gifford, The New Heinlein Opus List, in Robert A. Heinlein: A Reader's Companion (PDF), Nitrosyncretic Press, 2000, ISBN 978-0-9679874-1-5. URL consultato il 12 ottobre 2015.